# Fenestraja ishiyamai
Fenestraja ishiyamai (лат.) — вид хрящевых рыб семейства ромбовых скатов отряда скатообразных. Обитают в центрально-западной и северо-западной части Атлантического океана. Встречаются на глубине до 950 м. Их крупные, уплощённые грудные плавники образуют диск в виде сердечка с округлыми краями. Максимальная зарегистрированная длина 36 см. Откладывают яйца. Не являются объектом целевого промысла.

## Таксономия
Впервые вид был научно описан в 1962 году как Breviraja ishiyamai. Он назван в честь Рейзо Тшиямы за его вклад в изучение скатов японских вод. 

## Ареал
Эти батидемерсальные скаты обитают в водах Флориды, США, Багамских островов, Никарагуа и Кубы. Встречаются на глубине от 503 до 950 м.

## Описание
Широкие и плоские грудные плавники этих скатов образуют диск в форме сердечка с немного выступающим кончиком рыла и закруглёнными краями. На вентральной стороне диска расположены 5 жаберных щелей, ноздри и рот. На длинном хвосте имеются латеральные складки. У этих скатов 2 редуцированных спинных плавника и редуцированный хвостовой плавник.
Максимальная зарегистрированная длина 36 см.

## Биология
Подобно прочим ромбовым эти скаты откладывают яйца, заключённые в жёсткую роговую капсулу с выступами на концах. Эмбрионы питаются исключительно желтком. 

## Взаимодействие с человеком
Эти скаты не являются объектом целевого промысла. Потенциально могут попадаться в качестве прилова. Данных для оценки Международным союзом охраны природы охранного статуса вида недостаточно.